# Чемпионат Европы по лёгкой атлетике среди юношей 2018
2-й чемпионат Европы по лёгкой атлетике среди юношей проходил с 5 по 8 июля 2018 года на легкоатлетическом стадионе Олимпийского спортивного парка в Дьёре (Венгрия). К соревнованиям, согласно правилам, были допущены спортсмены 2001 и 2002 годов рождения, выполнившие в установленные сроки необходимые квалификационные требования и нормативы.
Как и двумя годами ранее, в соревнованиях не участвовала сборная России. Отстранение российских легкоатлетов от международных стартов, инициированное ИААФ в ноябре 2015 года в связи с допинговым скандалом, в очередной раз было оставлено в силе 26 ноября 2017 года. В то же время за две недели до начала турнира Международная федерация в индивидуальном порядке допустила к соревнованиям 33 спортсмена из России, 15 из которых смогли выйти на старт в Дьёре в качестве нейтральных атлетов. По итогам чемпионата на их счету оказалось две золотые и две бронзовые медали.
На турнире было установлено два новых высших мировых достижения среди спортсменов до 18 лет. Украинец Михаил Кохан показал абсолютно лучший результат в истории метания молота — 87,82 м (юноши метали облегчённый снаряд весом 5 кг против 7,26 кг у взрослых). Ещё в квалификации он обновил рекорд чемпионатов Европы (82,42 м), а в основных соревнованиях мог выиграть с любой из своих пяти зачётных попыток: 83,74 м, 86,60 м, 87,00 м, 84,03 м, 87,82 м.
Ещё одно мировое достижение было установлено в соревнованиях по семиборью среди девушек. Мария Висенте из Испании набрала 6221 очко, улучшив предыдущий рекорд на 35 очков. Победная сумма сложилась из выступлений: 100 метров с барьерами — 13,25, прыжок в высоту — 1,72 м, толкание ядра — 13,77 м, 200 метров — 23,78, прыжок в длину — 6,37 м, метание копья — 43,28 м, 800 метров — 2.23,29. С такими результатами в отдельных видах она могла выиграть на чемпионате бег на 100 м с барьерами (у чемпионки Мартины Ёрневик результат на 0,01 секунды хуже) и прыжок в длину (Висенте установила рекорд чемпионатов Европы), а также занять четвёртое место на дистанции 200 метров. Представительница Испании всё же выиграла вторую золотую медаль, в дисциплине, не входящей в программу многоборья — в тройном прыжке, ещё раз подтвердив статус одного из главных героев турнира. В упорной борьбе ей удалось опередить лидера сезона Александру Начеву и установить новый рекорд соревнований (13,95 м).
Помимо Марии Висенте ещё несколько участников совмещали выступление в двух дисциплинах, не всегда смежных. Среди них отличился Пол Хёуген Лиллефоссе из Норвегии, который сначала завоевал бронзовую медаль в беге на 100 метров, а затем выиграл золото в своём основном виде, прыжке с шестом, с повторением личного рекорда 5,46 м. Джессика Кяхяря из Финляндии после третьего места в тройном прыжке среди девушек вышла в сектор для прыжка в высоту, где вновь попала в призовую тройку (серебряная медаль). Ирландка Сара Хили стала двукратной чемпионкой на дистанциях 1500 и 3000 метров.
Макс Бёрджин из Великобритании с самого старта повёл финал в беге на 800 метров в высоком темпе, благодаря чему опередил преследователей почти на две секунды и улучшил собственное высшее европейское достижение среди юношей — 1.47,36.
Украинка Ярослава Магучих с большим отрывом стала сильнейшей в прыжке в высоту среди девушек. Она установила личный рекорд (1,94 м) и опередила серебряного призёра сразу на 11 см.
Среди участников чемпионата были дети известных в прошлом легкоатлетов. Наилучшего результата среди них добилась Софи О’Салливан, дочь чемпионки мира 1995 года в беге на 5000 метров Сони О’Салливан. Софи стала серебряным призёром на дистанции 800 метров, уступив только Кили Ходжкинсон из Великобритании. Мария Привалова, дочь олимпийской чемпионки 2000 года Ирины Приваловой, заняла пятое место в тройном прыжке (12,99 м). Итальянка Ларисса Япикино показала седьмой результат в прыжке в длину (6,12 м) — дисциплине, в которой её мама Фиона Мэй дважды становилась чемпионкой мира.

## Призёры
Сокращения: WYB — высшее мировое достижение среди юношей | EYB — высшее европейское достижение среди юношей | CR — рекорд чемпионата

Курсивом выделены участники, выступавшие за эстафетные команды только в предварительных забегах

### Юноши
| Дисциплина                                                     | Золото                                                                                          | Золото             | Серебро                                                                                  | Серебро            | Бронза | Бронза             |
| -------------------------------------------------------------- | ----------------------------------------------------------------------------------------------- | ------------------ | ---------------------------------------------------------------------------------------- | ------------------ | --- | ------------------ |
| 100 м (ветер: +0,3 м/с)                                        | Рафаэль Баую Нидерланды                                                                         | 10,64              | Доминик Илловски Венгрия                                                                 | 10,70              | Пол Хёуген Лиллефоссе Норвегия                                                                                | 10,72              |
| 200 м (ветер: +1,9 м/с)                                        | Александр Чиш Германия                                                                          | 21,15 =CR          | Даниэль Регенфусс Германия                                                               | 21,19              | Иржи Пехар Чехия                                                                                              | 21,31              |
| 400 м                                                          | Лоренцо Бенати Италия                                                                           | 46,85 CR           | Итан Браун Великобритания                                                                | 46,87              | Людовик Усени Франция                                                                                         | 47,01              |
| 800 м                                                          | Макс Бёрджин Великобритания                                                                     | 1.47,36 EYB CR     | Эрик Гусман Испания                                                                      | 1.49,19            | Жуан Мигель Пейшоту Португалия                                                                                | 1.49,42            |
| 1500 м                                                         | Кейн Эллиотт Великобритания                                                                     | 3.55,26 CR         | Бенце Апати Венгрия                                                                      | 3.55,53            | Андрей Паулиный Словакия                                                                                      | 3.55,58            |
| 3000 м                                                         | Томас Кин Великобритания                                                                        | 8.27,38            | Омер Амачтан Турция                                                                      | 8.28,04            | Райан Остинг Нидерланды                                                                                       | 8.28,22            |
| 2000 м с препятствиями                                         | Баптист Гюйон Франция                                                                           | 5.43,92 CR         | Поль Ориач Испания                                                                       | 5.46,81            | Этсон Барруш Португалия                                                                                       | 5.49,79            |
| 110 м с барьерами (высота барьеров: 91,4 см) (ветер: +0,8 м/с) | Сэм Беннетт Великобритания                                                                      | 13,19 CR           | Кенни Флетшер Франция                                                                    | 13,49              | Ник Рюгг Швейцария                                                                                            | 13,74              |
| 400 м с барьерами (высота барьеров: 84 см)                     | Мартен Фресс Франция                                                                            | 50,63 CR           | не вручалась                                                                             |                    | Карл Джонсон Великобритания                                                                                   | 50,90              |
| 400 м с барьерами (высота барьеров: 84 см)                     | Даниэль Хуллер Венгрия                                                                          | 50,63 CR           | не вручалась                                                                             |                    | Карл Джонсон Великобритания                                                                                   | 50,90              |
| Прыжок в высоту                                                | Доминик Огбечи Великобритания                                                                   | 2,16 м             | Олег Дорощук Украина                                                                     | 2,13 м             | Никола Муянович Сербия                                                                                        | 2,10 м             |
| Прыжок с шестом                                                | Пол Хёуген Лиллефоссе Норвегия                                                                  | 5,46 м CR          | Баптист Тьери Франция                                                                    | 5,30 м             | Ээрик Хаамер Эстония                                                                                          | 5,10 м             |
| Прыжок в длину                                                 | Ник Шмаль Германия                                                                              | 7,60 м (+2,7 м/с)  | Давиде Фавро Италия                                                                      | 7,29 м (+4,1 м/с)  | Бриан Мюкре Франция                                                                                           | 7,22 м (+2,1 м/с)  |
| Тройной прыжок                                                 | Батухан Чакыр Турция                                                                            | 15,62 м (+0,8 м/с) | Карл аф-Форселлес Швеция                                                                 | 15,36 м (−0,9 м/с) | Рустам Мамедов Азербайджан                                                                                    | 15,16 м (+1,2 м/с) |
| Толкание ядра (вес снаряда: 5 кг)                              | Алексей Александрович Беларусь                                                                  | 20,97 м            | Кармело Муши Италия                                                                      | 20,37 м            | Пётр Гозьдзевич Польша                                                                                        | 18,88 м            |
| Метание диска (вес снаряда: 1,5 кг)                            | Ясиель Сотеро Испания                                                                           | 64,31 м CR         | Фабиан Вейнберг Норвегия                                                                 | 58,84 м            | Грацьян Козак Польша                                                                                          | 57,76 м            |
| Метание молота (вес снаряда: 5 кг)                             | Михаил Кохан Украина                                                                            | 87,82 м WYB CR     | Валентин Андреев Болгария                                                                | 81,41 м            | Томаш Ратайчик Польша                                                                                         | 76,01 м            |
| Метание копья (вес снаряда: 700 г)                             | Марек Муха Польша                                                                               | 80,01 м CR         | Герасимос Калогеракис Греция                                                             | 77,45 м            | Топиас Лайне Финляндия                                                                                        | 75,83 м            |
| Десятиборье (юношеское)                                        | Александр Комаров Нейтральный атлет                                                             | 7703 очка CR       | Олег Козьяков Латвия                                                                     | 7663 очка          | Свен Янсонс Нидерланды                                                                                        | 7604 очка          |
| Ходьба на 10 000 м                                             | Давиде Финоккьетти Италия                                                                       | 45.01,33           | Альдо Андреи Италия                                                                      | 45.03,50           | Озгюр Топсакал Турция                                                                                         | 45.09,22           |
| Эстафета 100+200+300+400 м                                     | Италия · Федерико Манини · Федерико Гульельми · Франческо Росси · Лоренцо Бенати · Лука Пьерани | 1.53,01            | Турция · Конуралп Тиритоглу · Каан Гаджар · Кубилай Энчю · Ильяс Чанакчы · Тибет Санджак | 1.53,84            | Польша · Рафал Лупиньский · Адам Лукомский · Якуб Паёнк · Миколай Котыра · Шимон Шахневич · Патрик Гжегожевич | 1.53,97            |

### Девушки
| Дисциплина                                                     | Золото                                                                                            | Золото                | Серебро | Серебро            | Бронза                                                                  | Бронза             |
| -------------------------------------------------------------- | ------------------------------------------------------------------------------------------------- | --------------------- | --- | ------------------ | ----------------------------------------------------------------------- | ------------------ |
| 100 м (ветер: 0,0 м/с)                                         | Гвюдбьёрг Йоуна Бьярнадоуттир Исландия                                                            | 11,75                 | Памера Лосанж Франция                                                                                                   | 11,75              | не вручалась                                                            |                    |
| 100 м (ветер: 0,0 м/с)                                         | Гвюдбьёрг Йоуна Бьярнадоуттир Исландия                                                            | 11,75                 | Богларка Такач Венгрия                                                                                                  | 11,75              | не вручалась                                                            |                    |
| 200 м (ветер: +2,0 м/с)                                        | Расидат Аделеке Ирландия                                                                          | 23,52                 | Жемима Жозеф Франция | 23,60              | Гвюдбьёрг Йоуна Бьярнадоуттир Исландия                                  | 23,73              |
| 400 м                                                          | Барбора Маликова Чехия                                                                            | 52,66 CR              | Мари Шеппан Германия | 52,82              | Олеся Солдатова Нейтральный атлет                                       | 53,09              |
| 800 м                                                          | Кили Ходжкинсон Великобритания                                                                    | 2.04,84 CR            | Софи О’Салливан Ирландия                                                                                                | 2.06,05            | Гаэль де Конинк Швеция                                                  | 2.06,14            |
| 1500 м                                                         | Сара Хили Ирландия                                                                                | 4.18,71 CR            | Эмили Уильямс Великобритания                                                                                            | 4.22,11            | Клаудия Казимерская Польша                                              | 4.22,90            |
| 3000 м                                                         | Сара Хили Ирландия                                                                                | 9.18,05 CR            | Инджи Калкан Турция | 9.24,01            | Алессия Зарбо Франция                                                   | 9.25,25            |
| 2000 м с препятствиями                                         | Лена Лебрюн Франция                                                                               | 6.35,41               | Клер Палу Франция | 6.39,20            | Паула Шнайдерс Германия                                                 | 6.40,00            |
| 100 м с барьерами (высота барьеров: 76,2 см) (ветер: +1,0 м/с) | Мартина Ёрневик Норвегия                                                                          | 13,26                 | Зоэ Седней Нидерланды                                                                                                   | 13,34              | Йоханна Планк Австрия                                                   | 13,40              |
| 400 м с барьерами                                              | Гизель Вендер Германия                                                                            | 58,88                 | Эмма Сильвестри Италия                                                                                                  | 59,04              | Лена Пресслер Австрия                                                   | 59,11              |
| Прыжок в высоту                                                | Ярослава Магучих Украина                                                                          | 1,94 м CR             | Джессика Кяхяря Финляндия                                                                                               | 1,83 м             | Мария Кочанова Нейтральный атлет                                        | 1,83 м             |
| Прыжок с шестом                                                | Лени Вильдгрубе Германия                                                                          | 4,26 м CR             | Эмма Брентель Франция                                                                                                   | 4,16 м             | Кристина Концевенко Беларусь                                            | 4,00 м             |
| Прыжок в длину                                                 | Тильде Юханссон Швеция                                                                            | 6,33 м (+4,5 м/с)     | Эмма Пиффаретти Швейцария                                                                                               | 6,25 м (+2,9 м/с)  | Спиридула Кариди Греция                                                 | 6,23 м (+1,7 м/с)  |
| Тройной прыжок                                                 | Мария Висенте Испания                                                                             | 13,95 м (+1,1 м/с) CR | Александра Начева Болгария                                                                                              | 13,88 м (+0,7 м/с) | Джессика Кяхяря Финляндия                                               | 13,29 м (+1,8 м/с) |
| Толкание ядра (вес снаряда: 3 кг)                              | Елизавета Дорц Беларусь                                                                           | 17,34 м               | Нина Капацина Молдова                                                                                                   | 17,27 м            | Алида ван Дален Нидерланды                                              | 17,08 м            |
| Метание диска                                                  | Виолетта Игнатьева Нейтральный атлет                                                              | 54,56 м               | Алида ван Дален Нидерланды                                                                                              | 52,93 м            | Озлем Беджерек Турция                                                   | 51,93 м            |
| Метание молота (вес снаряда: 3 кг)                             | Валерия Иваненко Украина                                                                          | 73,25 м               | Сара Киллинен Финляндия                                                                                                 | 69,52 м            | Ставрула Космиду Греция                                                 | 65,98 м            |
| Метание копья (вес снаряда: 500 г)                             | Александра Коньшина Беларусь                                                                      | 56,71 м               | Мюневвер Ханджы Турция                                                                                                  | 56,28 м            | Гедли Туги Эстония                                                      | 55,28 м            |
| Семиборье (юношеское)                                          | Мария Висенте Испания                                                                             | 6221 очко WYB CR      | Кристина Блажевич Латвия                                                                                                | 5629 очков         | Кьяра-Белинда Шулер Австрия                                             | 5615 очков         |
| Ходьба на 5000 м                                               | Анна Зубкова Беларусь                                                                             | 22.45,47 CR           | Ольга Фиаска Греция | 23.39,12           | Симона Бертини Италия                                                   | 24.18,80           |
| Эстафета 100+200+300+400 м                                     | Италия · Ребекка Менкини · Ноэми Каваллери · Алессия Каппабьянка · Кьяра Герарди · Элеонора Фудра | 2.07,46 CR            | Чехия · Тереза Маркова · Барбора Шплехтнова · Вероника Милотова · Барбора Маликова · Барбора Гулькова · Дениса Фолькова | 2.09,41            | Румыния · Бьянка Тоадер · Ванесса Балач · Мария Скроб · Адина Чирчоджел | 2.09,99            |

## Медальный зачёт
Медали в 40 дисциплинах лёгкой атлетики завоевали представители 30 стран-участниц.
 Принимающая страна
| Место | Страна             | Золото | Серебро | Бронза | Всего |
| ----- | ------------------ | ------ | ------- | ------ | ----- |
| 1     | Великобритания     | 6      | 2       | 1      | 9     |
| 2     | Италия             | 4      | 4       | 1      | 9     |
| 3     | Германия           | 4      | 2       | 1      | 7     |
| 4     | Беларусь           | 4      | 0       | 1      | 5     |
| 5     | Франция            | 3      | 6       | 3      | 12    |
| 6     | Испания            | 3      | 2       | 0      | 5     |
| 7     | Ирландия           | 3      | 1       | 0      | 4     |
| 7     | Украина            | 3      | 1       | 0      | 4     |
| 9     | Норвегия           | 2      | 1       | 1      | 4     |
| 10    | Нейтральные атлеты | 2      | 0       | 2      | 4     |
| 11    | Турция             | 1      | 4       | 2      | 7     |
| 12    | Венгрия            | 1      | 3       | 0      | 4     |
| 13    | Нидерланды         | 1      | 2       | 3      | 6     |
| 14    | Чехия              | 1      | 1       | 1      | 3     |
| 14    | Швеция             | 1      | 1       | 1      | 3     |
| 16    | Польша             | 1      | 0       | 5      | 6     |
| 17    | Исландия           | 1      | 0       | 1      | 2     |
| 18    | Греция             | 0      | 2       | 2      | 4     |
| 18    | Финляндия          | 0      | 2       | 2      | 4     |
| 20    | Болгария           | 0      | 2       | 0      | 2     |
| 20    | Латвия             | 0      | 2       | 0      | 2     |
| 22    | Швейцария          | 0      | 1       | 1      | 2     |
| 23    | Молдова            | 0      | 1       | 0      | 1     |
| 24    | Австрия            | 0      | 0       | 3      | 3     |
| 25    | Португалия         | 0      | 0       | 2      | 2     |
| 25    | Эстония            | 0      | 0       | 2      | 2     |
| 27    | Азербайджан        | 0      | 0       | 1      | 1     |
| 27    | Румыния            | 0      | 0       | 1      | 1     |
| 27    | Сербия             | 0      | 0       | 1      | 1     |
| 27    | Словакия           | 0      | 0       | 1      | 1     |
| Всего | Всего              | 41     | 40      | 39     | 120   |